# Општина Биволари (Јаши)
Биволари (рум. Bivolari) општина је у Румунији у округу Јаши.
Oпштина се налази на надморској висини од 61 m.